# Gabrijela Žalac
Gabrijela Žalac (ur. 4 lutego 1979 w Vinkovci) – chorwacka ekonomistka i urzędnik państwowy, w latach 2016–2019 minister rozwoju regionalnego i zarządzania funduszami europejskimi.

## Życiorys
Ukończyła ekonomię na Uniwersytecie w Osijeku, a także podyplomowe studia z zakresu zarządzania na tej samej uczelni. Przez ponad dziesięć lat pracowała przy opracowywaniu i wdrażaniu projektów w tym z wykorzystaniem funduszy europejskich. Była m.in. dyrektorem departamentu spraw zagranicznych i europejskich w administracji żupanii vukowarsko-srijemskiej i prezesem regionalnej agencji rozwoju „Hrast”.
W październiku 2016 z rekomendacji Chorwackiej Wspólnoty Demokratycznej objęła stanowisko ministra rozwoju regionalnego i zarządzania funduszami europejskimi w rządzie Andreja Plenkovicia. Urząd ten sprawowała do lipca 2019.